# Geotrygon leucometopia
La paloma perdiz dominicana o perdiz coquito blanco (Geotrygon leucometopia) es una especie de ave columbiforme de la familia Columbidae endémica de la isla de La Española. Anteriormente se consideraba una subespecie de la paloma perdiz camao (Geotrygon caniceps) pero en la actualidad se considera una especie separada. Está amenazada por la pérdida de hábitat.

## Distribución
La especie solo se encuentra en la Cordillera Central y la sierra de Bahoruco al oeste de la República Dominicana. En el pasado también habitaba en el sureste de Haití y en la sierra de Neiba, pero en la actualidad se encuentra extinta.